# Хлібне (Лозівський район)
Хлібне́ — село в Україні, у Лозівській міській громаді Лозівського району Харківської области. До 2018 підпорядковане Панютинській селищній раді, яка входила до складу Лозівської міськради Харківської області.
Населення становить 366 осіб.
До 2018 орган місцевого самоврядування — Панютинська селищна рада.

## Походження назви
Походження назви місцеві жителі пояснювали тим, що поселення було оточене ланами, на яких вирощували пшеницю, а в селі пекли смачний хліб, який купували мешканці Панютиного. Після заснування було створено 4 вулиці — Широка, Причепилівка, Фійонівка та Заквасна. Також була кузня. Частина мешканців села працювали на вапняному заводі та в залізничних майстернях у Панютиному.

## Географія

### Розташування
Село Хлібне на півночі межує з селищем Панютине. На відстані 2 км розташоване місто Лозова. Поруч проходить залізниця, станція Хлібна.
На півдні та сході село обмежено залізничними коліями (лінія Мерефа — Лозова та залізнична гілка від неї до ліній Лозова — Павлоград та Лозова — Красноград. На заході село межує з землями колишньої Царедарівської сільської ради.

### Фізично-географічне походження
Територія села належить до Полтавської рівнини, але розчленована кількома балками. Ґрунти — чорноземи типові.
На півночі села із заходу на схід протікає струмок Бакай, перетинає залізничну лінію та впадає до Катеринівського ставка і, відповідно, до річки Лозова. В селі на цьому струмку утворено ставок Бакай. Вище за течією від нього є ще дві старі греблі, які утворюють напів висохлі водойми. Існує ще кілька невеликих безіменних потічків. Загалом, водні об'єкти належать до басейну ріки Сіверський Донець.
Рослинність села представлена типовою для межі лісостепу та степу рослинністю: пирій, мишій, берізка, амброзія, волошки, кульбаби, чортополох, будяк, молочай, осот, мати-й-мачуха, інші; біля води — значні зарості очерету. З кущів — кленок, калина, бузок, терен; з дерев — тополя, дуб, клен, береза, фруктові дерева (груші, яблуні тощо).
На південний захід від села розташований березовий гай.
Фауна села представлена комахами, представниками водної фауни та свійськими тваринами.
Серед комах: мурашки, божі корівки, бабки, мухи, оси, джмелі, колорадські жуки, коники, павуки, слимаки, комарі та ін. Птахи: горобці, граки, голуби, сови. З плазунів — вужі та ящірки. Із ссавців — багато представників рудеральних видів (тих, що прикріплені до місця життя людини), тобто щурів та мишей, трапляються зайці та лисиці.
У ставку водяться раки, земноводні (жаби) та риба (карась, короп, метис).
Свійські тварини: велика рогата худоба (корови), свині, дрібна рогата худоба (кози), домашні птахи (кури, гуси).

## Історія

### Передісторія
Археологічних знахідок, які б підтверджували, що територія села була заселеною у давні часи, на даний час немає.
Територія села знаходиться на землях історично-географічного регіону Запоріжжя. У період існування Нової Січі ці землі входили до складу Орільської паланки.
Після зруйнування Запорізької Січі у 1775 році ці землі звалися «пустищем бузинуватим» і характеризувалися придатними до хліборобства, але безводними та входили до складу Павлоградського повіту Катеринославської губернії.

### Заснування
Село було засноване як казенний хутір Царедарівка у 1860-х роках на безводних землях безпосередньо поряд із залізницею приблизно у час її будівництва на цій території. Невдовзі стає казенним селом Царедарівкою. Населення - державні селяни, дуже багато етнічних росіян, народжених у Росії. Протягом нетривалого часу неподалік серед степу засновується ще одне казенне село Царедарівка, яке існує зараз. Є документальні відомости, що вже 1885 року ці села іменувалися Мала (Хлібне) і Велика Царедарівки (теперішня Царедарівка). Приблизно на межі ХІХ-ХХ століть вони дістають свої сучасні назви - село Хлібне і село Царедарівка. Документальних підтверджень такому масовому заселенню безлюдного степу поки не знайдено, найімовірніше це було пов'язано з будівництвом Курсько-Харківсько-Азовської та Лозово-Севастопольської залізниць, а також гілки Лозова-Полтава які згодом було об'єднано у Курсько-Харківсько-Севастопольську залізницю.
Село було адміністративно підпорядковано Новоіванівській волості Павлоградського повіту Катеринославської губернії.
У серпні 1905 року під час Російської революції 1905—1905 року мешканці Хлібного разом з працівниками Панютинського вапняного заводу організували страйк, внаслідок чого завод припинив роботу, а в селі відбулись антивладні виступи.
На початку 20 століття в результаті реалізації аграрної реформи російського прем'єр-міністра П. Столипіна поблизу села виник хутір Шейка, рід яких проживав у Хлібному та Панютиному.

### Бойові дії у 1917—1919 роках
На початку грудня 1917 року Хлібне було зайняте українськими військами. Проте 14 (27) грудня 1917 року Панютине та Хлібне були захоплені більшовицькими військами, після чого почався гарматний обстріл станції Лозова. На певний час більшовцькі загони стримувались у Хлібному та Панютиному, але пізніше Лозова була зайнята більшовиками. 8 квітня 1918 року Хлібне було зайняте кінним полком Запорізької дивізії під керівництвом генерала Всеволода Петріва.
У листопаді 1918 року село знову було зайняте більшовиками, але того ж місяця вони змушені були відійти під тиском військ Директорії УНР. Для оборони Лозової військами армії УНР від більшовицьких військових сил у Лозовій розташовувались частини 6-го Кадрового корпусу під командуванням Павла Кудрявцева, а на північ від неї — Харківський Слобідський Кіш полковника Івана Кобзи та підрозділи Запорізької дивізії.
На початку січня 1919 року до Лозової було скеровано групу Червоної армії під керівництвом Павла Дибенка. 15 січня після кровопролитного бою поблизу Краснопавлівки Панютине та Хлібне були зайняті більшовиками.
У другій половині червня 1919 р. Хлібне разом з іншими населеними пунктами Лозівщини було зайняте військами Добровольчої армії генерала Антона Денікіна, каральними загонами якої було впроваджено режим терор стосовно місцевого населення. У жовтні 1919 року махновці на деякий час вибили денікінські війська з Хлібного, але згодом змушені були відступити. А у грудні 1919 року на Лозівщмні, і в Хлібному в тому числі, більшовиками було остаточно встановлено радянську владу.

### Хлібне у міжвоєнний період (1920-ті— 1930-ті роки)
Після встановлено радянської влади у Хлібному було створено сільську раду.
У 1922 році голова Хлібнянської сільради Михайло Забіра видав наказ про заборону молоді збиратися на вечорниці. Нтомість було створено хату-читальню (пізніше — клуб), а наступного року — організовано драматичний гурток.
Станом на 1924 рік у Хлібному мешкало 242 особи, з яких 8 відносилось до заможних селян, 25 — середніх, а 209 — бідних.
7 липня 1926 року село Хлібне у складі Лозівського району було приведно зі складу Павлоградської до складу Харківської округи.
У 1930 році вже існував колгосп «Жовтень», центральна садиба якого розміщувалась у селі Царедарівка. Селян було насильно загнано до колгоспу під загрозою тюремного ув'язнення, забиралися худоба та реманент. В цей час під час «розкуркулення» зник хутір Шейка біля села Хлібного.
У 1930-х роках у Панютиному було знищено православну церкву, але існував молитовний будинок в центрі селища.
Будівлю старої школи було перетворено на приміщення для сільської ради та клубу.
Даних про смертність під час Голодомору 1932—1933 років немає. Частина населення працювала на залізниці, що давало можливість отримати продпайки. Селяни виживали ховали збіжжя у потайні місця, збирало лушпиння на ланах тощо.
10 мешканців села було репресовано у 1930-х роках.

### У роки німецько-радянської війни
11 жовтня 1941 року село Хлібне без бою було зайняте німецькими військами. У школі розміщено штаб, а в приміщенні сільради — стайню для коней. Село було підпорядковане Лозівській районній управі.
29 січня 1942 року під час Харківсько-Лозівської операції було звільнене від німецьких військ, але Хлібне було відбите військами Червоної армії. До Червоної армії було мобілізоване чоловіче населення Лозівського району, з якого сформовано 2 батальйони, які було кинуто у бій під Нестерліївкою, який тривав 16 та 17 лютого 1942 року, де майже всі бійці цих батальйонів загинули.
Внаслідок провалу Харківсько-Барвінківської операції 24 травня 1942 року 57-ма армія радянських військ змушена була залишити Лозову, а разом з нею і найближчі населені пункти, і її знову зайняли німецькі війська.
Протягом лютого — березня 1943 року розпочалася чергова битва за Харків. 11 лютого 1943 року Лозова була зайнята військами Червоної армією, але вже 21 лютого німецькі армійські підрозділи СС відкинули радянські війська від Лозової. В районі Лозової та Панютиного точилися запеклі бої. 27 лютого Панютине та Хлібне були зайняті 3-ю танковою дивізія СС «Мертва голова».
16 вересня 1943 року німецькі війська залишили Хлібне під ударами Червоної армії.
Під час війни загинуло 69 уродженців села. 13 жителів села були учасниками Другої світової війни.

### Повоєнні роки
До 1953 року існувала норма, згідно з якою, кожен працюючий мав віддавати державі 40 кг м'яса, 300 л молока, 120 яєць щорічно.
У 1957 році було відновлено зарплата для селян. Пенсія на той час становила 5 рублів.
У повоєнні роки було ліквідовано сільську раду, село було приєднано до Панютинської селищної ради, а його мешканці стають робітниками підприємств Лозової та Панютиного.

### У добу Незалежності
У 2006 році Хлібне було газифіковане. 2014 року хлібняни брали участь у Революції Гідності, поповнили лави самооборони, включилися до волонтерського руху допомоги українській армії.  
12 червня 2020 року, відповідно до Розпорядження Кабінету Міністрів України  № 725-р «Про визначення адміністративних центрів та затвердження територій територіальних громад Харківської області», увійшло до складу Лозівської міської громади.
17 липня 2020 року, в результаті адміністративно-територіальної реформи та ліквідації колишнього Лозівського району (1923—2020), увійшло до складу новоутвореного Лозівського району Харківської області.

## Відомі люди
Гуров Сергій В'ячеславович (1958-2015) — солдат Збройних сил України, учасник російсько-української війни.

## Населення
- 1924—242 особи
- 2001—366 осіб.

В Хлібному проживає в переважній більшості українське населення. Є також росіяни та вихідці з Азії, які на цей час асимілювались в українському середовищі. У селі також мешкали родини німців, які виїхали до Німеччини. Певний час у Хлібному проживали цигани з Павлограду, зараз оселяючись у покинутих хатах.

### Мова
Розподіл населення за рідною мовою за даними :
| Мова       | Кількість | Відсоток |
| ---------- | --------- | -------- |
| українська | 325       | 88.80%   |
| російська  | 38        | 10.38%   |
| білоруська | 3         | 0.82%    |
| Усього     | 366       | 100%     |

## Економіка
Більшість мешканців села працює на підприємствах Лозової та Панютиного, поширено присадибне господарство (городництво, розведення великої та дрібної рогатої худоби, свинарство, птахівництво тощо).
Працює крамниця та пункт прийому металобрухту.

## Соціально-культурна сфера
В селі є неповна середня школа, в якій існує кілька гуртків.
У Панютиному розташовані клуб, музична і художня школи, спортивні секції.

## Вулиці
- Комуністична (раніше — Причепилівка)
- Петровського (раніше — Широка)
- Республіканська (раніше — Фійонівка)
- Чкалова (раніше — Заквасна)

## Транспорт
На території села розташований зупинний пункт Хлібна.
Існує автобусне сполучення та автобусна зупинка.

## Пам'ятники
- Обеліск загиблим в Другій світовій війні
- Хрест жертвам Голодомору (встановлений у 2008 році на Хлібнянському кладовищі).

## Релігія
Переважна більшість жителів Хлібного православні. Існують віряни-баптисти.
Культові споруди (УПЦ МП та ЄХБ) розташовані у Панютиному.

## Хлібнянське кладовище
Хлібнянське кладовище (або «Кладовище на Хлібному») розташоване в центрі села. Найдавніша частина цвинтаря поросла чагарником, а від надгробків залишилися уламки. Найстаріше з відомих поховань датується 1917 роком.
Під час Другої світової війни на цвинтарі стояли німецькі танки. На кладовищі знаходиться циганський склеп з цегли, який було збудовано у 1930-ті роки, а нині майже знищений.
Переважна більшість надгробків має християнську символіку, написи на яких переважно російськомовні. Частина поховань має епітафії.